# Codes OTAN des grades des sous-officiers et militaires du rang des armées de l'air
 (décembre 2014).
Si vous disposez d'ouvrages ou d'articles de référence ou si vous connaissez des sites web de qualité traitant du thème abordé ici, merci de compléter l'article en donnant les références utiles à sa vérifiabilité et en les liant à la section « Notes et références ».
Les codes OTAN des grades des sous-officiers et militaires du rang des armées de l'air définissent des équivalences de grades entre les rangs des sous-officiers et militaires du rang des armées de l'air nationales membres de l'Organisation du traité de l'Atlantique nord.
Ces codes OTAN relatifs aux grades des sous-officiers et militaires du rang sont composés de deux lettres en majuscule (OR pour Other Rank) suivi d’un indice numérique compris entre 1 et 9. 

## Codes pour les sous-officiers et militaires du rang (OR 1-9)
|  |  |

| Flyverkonstabel | Flyverkonstabelelev |

|                          |                   |                     |             |
| Primo aviere capo scelto | Primo aviere capo | Primo aviere scelto | Aviere capo |

|                         |
| Flight sergeant         |
|                         |
| Flight sergeant aircrew |

|                  |
| Sergeant         |
|                  |
| Sergeant aircrew |

|                                     |
| Senior aircraftman/woman technician |
|                                     |
| Senior aircraftman/woman            |